# Воронеж (річка)
Воро́неж (українська назва — Вороніж, рос. Воро́неж) — річка в Росії, ліва притока Дону. Протікає територіями Воронезької, Липецької, Тамбовської областей.
Утворюється при злитті Пільного Воронежа (178 км) та Лісового Воронежа (164 км). Довжина річки — 342 км, від витоку Пільного Воронежа — 520 км. Площа басейну — 21,6 тисяч км². Витрати води біля міста Воронежa — 70,8 м³/с. Судноплавна на 271 км від гирла.
Найбільша права притока — річка Станова (Липецька область), найбільші ліві притоки — Матира (Липецька область), Усмань (Воронезька область). На Воронежі знаходяться міста Мічурінськ, Липецьк, Воронеж, селища міського типу Рамонь і Шилово.
За кілька кілометрів від гирла річки в 1972 році була збудована гребля, яка утворює Воронезьке водосховище. Його довжина понад 29 км, зеркало витягнуте, середня ширина 2,1 км, середня глибина 3,5 м, більше половини довжини території водосховища припадає на територію міста Воронежa, яке розділене ним на дві частини.
Визначні місця: палац принцеси Ольденбурзької в смт Рамонь (Воронезька область), побудований 1886 року.